# Marshanda
 (juillet 2023).
Andriani Marshanda, née le 10 août 1989 à Jakarta, est une actrice et chanteuse indonésienne.

## Biographie
Marshanda est l'aîné de trois enfants, nés de parents Riyanti Sofyan et Irwan Yusuf le 10 août 1989 à Jakarta, Indonésie, sous le signe astrologique Lion. Elle a un frère cadet, Aldrian (Didi) et une sœur cadette, Allysa (Lisya). Elle vivait à Semarang, Java central quand elle avait trois ans, dans la rue adjacente au campus de Pleburan V Undip. Elle y est restée deux ans.
Chacha (ou Marshanda) était associée à l'acteur Baim Wong, mais ils ont finalement rompu. Chacha a ensuite commencé une relation avec l'animateur de télévision et MTV Indonesia VJ, Ben Kasyafani. Après trois ans de relation, Chacha et Ben Kasyafani sont officiellement devenus mari et femme lorsqu'ils se sont mariés le samedi 2 avril 2011. Leur mariage a eu lieu à l'hôtel Bidakara à Pancoran, Jakarta. L'événement a été organisé selon les coutumes du Minangkabau, qui est l'origine ethnique de Chacha.
Le 22 janvier 2013, Chacha a donné naissance à une fille, Sienna Ameerah Kasyafani. Lors du divorce, les deux parents ont demandé la garde de la fille, mais dans la première étape de la décision du tribunal, Ben Kasyafani a obtenu la garde de l'enfant.
Le 13 juin 2015, Marshanda est diplômée de l'Université Pelita Harapan.

## Discographie

### Album
- Bidadari (Angel) (2000)
- Marshanda (2005)
- Taubat (Reptile) (2014)